# S:t Jacobs kyrka, Helsingfors
S:t Jacobs kyrka ligger på Drumsö i Helsingfors intill Drumsö kyrka. Vardera kyrkan har en egen kyrksal och en församlingssal som kan anslutas till dem. Byggnadshelheten omger på tre sidor ett kyrktorg med en klockstapel i mitten. Kyrksalarna är på var sin sida om torget, och de förenas av en församlingsflygel. 
Kyrkohelheten är ritad av arkitekterna Maija och Keijo Petäjä, och dess fasad är av sandblästrad vit betong. Kyrkan stod färdig år 1958.
S:t Jacobs kyrka används av Johannes församling. Kyrksalen har ungefär 250 sittplatser.

## Inventarier
Kyrkans 12-stämmiga orgel byggdes av Robert Gustavsson från Sverige. 
I stället för altartavla har kyrkan ett krucifix ritat av skulptören Viktor Jansson.
Kyrkans tre bronsklockor är gjutna av Bröderna Friis Ab.